# Байко, Нина Яковлевна
Нина Яковлевна Байко́ (род. 1933) — советская и украинская певица (меццо-сопрано), музыкальный педагог. Народная артистка Украинской ССР (1979).

## Биография
Родилась 25 августа 1933 года в селе Яблуницы (ныне Жешувский повят, Польша). Отец был сельским старостой, погиб от удара электрического тока. Выделил собственную землю под здание Дома Просвещения, наполнял читальню украинскими книгами и газетами. Кроме неё, родители воспитывали ещё четырёх сестёр. В времени переселения 1945 года семья поселилась в Буске.
В 1950—1980 годах вместе с сёстрами Даниилой и Марией пела в составе семейного трио.
Училась в музыкально-педагогическом училище, в 1958 году окончила ЛГК имени Н. В. Лысенко по классу вокала и игры на бандуре. В 1953—1956 и 1966—1980 годах работала преподавателем в Львовской детской музыкальной школе. В 1956 году трио сестёр Байко выступило в Польше.
С 1982 года работает преподавателем, в 1992 году получила звание доцента — в Киевском институте культуры.
Преподавала в Стретовской кобзарской школе-интернате.
Председатель общественной организации «Киевское общество „Лемковщина“ имени Богдана-Игоря Антонича».
С мужем воспитала сына и дочь, имеет четырёх внуков.

## Творчество
В 1990—2010-х годах выступала:
- с сольным концертом в Тернополе — 1990,
- на конкурсах певцов им. С. Крушельницкой — в 1990—1998,
- при создании Тернопольского общества «Лемковщина» — 1990,
- фестивалях лемковской культуры в Монастырисках — 1991, 2001—2002,
- на фестивале в селе Гутиско Бережанского района — 1999,
- вечере памяти В. Вихруща — 2002.

Пётр Андрийчук вместе с «Даничанкою» на торжественном вечере в её честь исполнял байковские песни.

## Награды и премии
- орден княгини Ольги III степени (2008)[1]
- юбилейная медаль «20 лет независимости Украины» (2011)[2]
- орден «Знак Почёта» (24.11.1960)
- медаль «За трудовую доблесть» (07.03.1960)[3].
- народная артистка Украинской ССР (1979).
- Государственная премия УССР имени Т. Г. Шевченко (1976) — за концертные программы (1973—1975)